# IHL 1929/30
Die Saison 1929/30 war die erste reguläre Saison der International Hockey League (IHL). Meister wurden die Cleveland Indians.

## Modus
In der Regulären Saison absolvierten die acht Mannschaften jeweils 42 Spiele. Für einen Sieg erhielt jede Mannschaft zwei Punkte, bei einem Unentschieden einen Punkt und bei einer Niederlage null Punkte.

## Reguläre Saison

### Tabelle
Abkürzungen: GP = Spiele, W = Siege, L = Niederlagen, T = Unentschieden, GF = Erzielte Tore, GA = Gegentore, Pts = Punkte
|                         | GP | W  | L  | T | GF  | GA  | Pts |
| ----------------------- | -- | -- | -- | - | --- | --- | --- |
| Cleveland Indians       | 42 | 24 | 9  | 9 | 125 | 78  | 57  |
| Buffalo Bisons          | 42 | 26 | 12 | 4 | 102 | 68  | 56  |
| London Tecumsehs        | 42 | 24 | 13 | 5 | 117 | 93  | 53  |
| Detroit Olympics        | 42 | 21 | 12 | 9 | 120 | 74  | 51  |
| Windsor Bulldogs        | 42 | 20 | 14 | 8 | 123 | 93  | 48  |
| Hamilton Tigers         | 42 | 9  | 25 | 8 | 95  | 128 | 26  |
| Toronto Millionaires    | 42 | 10 | 28 | 4 | 84  | 172 | 24  |
| Niagara Falls Cataracts | 42 | 7  | 28 | 7 | 72  | 133 | 21  |